# CAGE FORCE EX -eastern bound- (2007年11月)
CAGE FORCE EX -eastern bound-（ケージ・フォース・イーエックス イースタン・バウンド）は、日本の総合格闘技団体「CAGE FORCE」の大会の一つ。2007年11月11日、東京都江東区有明のディファ有明で開催された。

## 大会概要
メインイベントで行われたCAGE FORCEライト級王座決定トーナメント準決勝では、HERO'Sでアンドレ・ジダにTKO負けを喫したアルトゥール・ウマハノフと鹿又智成が対戦し、アクシデントによる鹿又の負傷でウマハノフが決勝進出した。

## 試合結果

### プレリミナリー・ファイト
第1試合 ライト級 5分2R
○  宮本直樹 vs.  高橋"Bancho"良明 ×
2R終了 判定2-0

### 本戦カード
第1試合 K-GRACE提供試合 53kg契約 5分2R（ノーパウンドルール）
○  藤野恵実 vs.  ゆうこ ×
2R終了 判定3-0
第2試合 K-GRACE提供試合 48kg契約 5分2R
△  瀧本美咲 vs.  大室奈緒子 △
2R終了 判定0-0
第3試合 ライト級 5分2R
○  美木航 vs.  西方清信 ×
2R終了 判定3-0
第4試合 ミドル級 5分2R（肘なし）
○  九十九優作 vs.  一慶 ×
2R終了 判定3-0
第5試合 ミドル級 5分2R
△  圭太郎 vs.  鳥生将大 △
2R終了 判定1-1
第6試合 ライト級 5分2R
○  吉本光志 vs.  孫煌進 ×
2R終了 判定2-0
第7試合 ライト級 5分3R
○  児山佳宏 vs.  金原泰義 ×
3R終了 判定3-0
第8試合 ウェルター級 5分3R
○  中村K太郎 vs.  花井岳文 ×
1R 1:59 KO（右膝蹴り）
第9試合 ライト級王座決定トーナメント 準決勝 5分3R
○  アルトゥール・ウマハノフ vs.  鹿又智成 ×
2R 2:54 TKO（レフェリーストップ：鼻のカット）
※ウマハノフがトーナメント決勝進出。